# Sabbiera

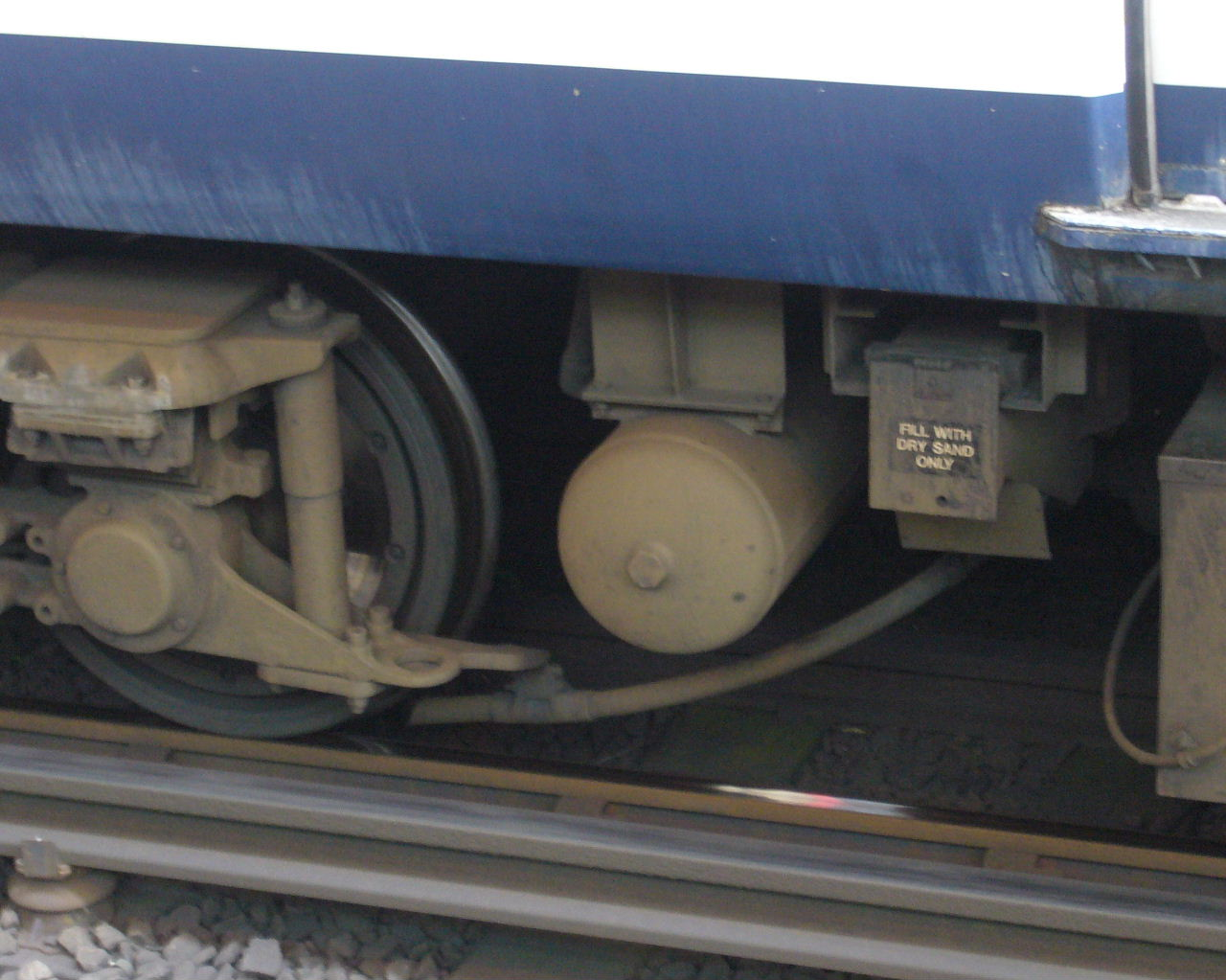
Sabbiera di un'automotrice britannica.

La sabbiera è un dispositivo usato nei mezzi di trazione su rotaia sia ferroviari che tranviari per aumentare l'aderenza delle ruote sui binari sia durante l'avviamento che durante una frenata di emergenza in particolari situazioni di potenziale pericolo.
Vengono chiamate sabbiere anche le vetture tramviarie adibite esclusivamente alla distribuzione di sabbia sulle rotaie e alla limatura del binario ferroviario.

## Descrizione
Una sabbiera è costituita in genere da contenitori appositi posti al di sopra delle sale motrici di una locomotiva ferroviaria di qualunque tipo o di una motrice tranviaria. Su certi tipi di locomotiva a vapore era posta sulla sommità della caldaia in prossimità del duomo. Una conduttura apposita terminante a becco d'anatra fa cadere la sabbia sul binario stesso, al disotto delle ruote motrici, per creare maggiore aderenza in caso di pioggia, di fanghiglia o di foglie sulla rotaia. L'azionamento può essere per gravità o mediante aria compressa. Il comando del dispositivo di lancio può essere manuale, su comando del conducente, o automatico mediante dei sensori di slittamento delle ruote.
La sabbia serve soprattutto per le partenze da fermo in particolari situazioni di criticità di aderenza nel caso di salite, di treni o convogli pesanti e nelle frenate di emergenza per evitare il pattinamento delle ruote.